# Regel des Antonius
Die Regel des Antonius ist eine frühe Mönchsregel, der Überlieferung nach von Antonius dem Großen (um 251 bis 356) verfasst, was aber nach dem derzeitigen Stand der historisch-kritischen Forschung als ausgeschlossen gilt. Sie ist neben der Engelsregel des Pachomios (um 295 bis 346) die bekannteste Regel des frühen ägyptischen Mönchtums. 
Bei der Antoniusregel handelt es sich um eine Sammlung von Sprüchen und Anweisungen, die der Heilige seinen Schülern gegeben haben soll. Die Antoniusregel kann sowohl als Anweisung für ein asketisches Eremitendasein als auch für ein Leben in abgeschlossener klösterlicher Gemeinschaft ausgelegt werden. Das deutet auf eine Entstehungszeit in der zweiten Hälfte des 4. Jahrhunderts hin, als sich – besonders in Unterägypten – Eremiten zu lose organisierten klösterlichen Gemeinschaften zusammenschlossen. 
Die Regel gibt nur wenige organisatorische Anweisungen, die Aufnahme von Mönchen wird nur flüchtig erwähnt, die Einkleidung ist die einzige den Novizen verpflichtende Zeremonie, Gelübde werden nicht abgelegt. Die Verpflichtung zur Keuschheit wird nicht ausdrücklich erwähnt, sondern stillschweigend vorausgesetzt. Die Armut wird am meisten betont, sie gilt als wichtiges Mittel zur Erlangung der Demut, wobei dem Einzelnen die freie Verfügbarkeit über seinen bescheidenen Besitz bleibt. Weiterhin zählen Arbeit, Fremdsein, Trübsal und Stillschweigen zu den Pflichten der Mönche. Die Sorge um die Reinheit der Gedanken der Mönche ist für weite Teile der Regel bestimmend, Frauen und Knaben werden als gefährlich für die Seelenruhe der Mönche eingestuft.
Den größten Raum der Regel nehmen die Vorschriften über das asketische Leben ein, durch das eine völlige Weltentsagung erreicht werden soll und anstelle dessen ein beständiges Leben in Buße und Trauer. Hierin widerspricht die Regel den Grundgedanken der in den Apophthegmata Patrum überlieferten Aussprüchen des Heiligen Antonius, der dort eine weniger strenge Buße für die Mönche fordert und die Freude am Leben nicht außer Acht lässt (z. B. Apophth. 8, 13). Die Erniedrigung vor Gott und den Menschen sowie die immer wiederholte Bitte um Verzeihung wird für den Mönch das Mittel zur Erlangung der Demut. Diese Demut besteht darin, dass sich der Mönch als Sünder vor Gott fühlt und seinem Tun eine gewisse Aussichtslosigkeit vor Augen führt. Dem Gebet wird eine wichtige Funktion zugewiesen: als Zwiesprache mit Gott, als Danksagung, Bitte und Entschuldigung, aber auch im Stundengebet als zeit- und strukturgebende Form, sowie gruppenbetont als gemeinschaftliches Gebet. Streng geregelt waren die Fastenvorschriften sowie die Beschränkung des Schlafes. Die Arbeit als Mittel zum Broterwerb und zur Erlangung der Demut sowie die christliche Nächstenliebe, Hilfe für die Armen und die Kranken,  werden als wesentliche Elemente des Mönchtums hervorgehoben und sind in dieser Form auch in die modernen Ordensregeln eingegangen.
Die früheste Erwähnung der Regel des Heiligen Antonius stammt aus dem 8. oder 9. Jahrhundert. Die frühen Mönchsschriftsteller des 4. und 5. Jahrhunderts,  wie z. B. Euagrios Pontikos (345–399), Rufinus (ca. 345–411/12), Hieronymus (347–419), Johannes Cassianus (um 360 – um 435) oder Palladios (um 364 – um 430), die das Leben der Mönche in Ägypten beschrieben, berichten nichts darüber. Es kann deswegen davon ausgegangen werden, dass die  schriftliche Fixierung der Regel erst später einsetzte, womöglich um der Regel des Pachomios ein Gegenstück des älteren und für seine Schüler auch wichtigeren Antonius gegenüberzustellen.

## Regeln (Auszüge)
- Bist du an einem Orte, wo Almosen ausgeteilt werden, so iß und danke Gott.
- Eine Frau darf nicht zu den Mönchen kommen, denn der Zorn geht nämlich hinter ihr drein.
- Entzünde deine Lampe mit dem Öle deiner Augen, nämlich den Thränen.
- Sei immer traurig wegen deiner Sünden, als hättest du ständig einen Toten in deinem Hause.
- Schlafe nur wenig und mäßig, und die Engel werden zu dir kommen.
- Töte dich täglich ab.
- Der Mönch soll nicht murren über die Mühsal seiner Handarbeit.

(Alle zitiert nach Contzen)

### Sekundärliteratur
- Benedikt Contzen: Die Regel des heiligen Antonius. (Beilage zum Jahresberichte des humanistischen Gymnasiums Metten 1895/96) Metten 1896, 5–8.